# Panicum hochstetteri
Panicum hochstetteri är en gräsart som beskrevs av Ernst Gottlieb von Steudel. Panicum hochstetteri ingår i släktet vipphirser, och familjen gräs. Inga underarter finns listade i Catalogue of Life.